# Psammocarcinidae
De Psammocarcinidae is een monotypische uitgestorven familie uit de superfamilie Portunoidea van de infraorde krabben (Brachyura).

## Systematiek
De Psammocarcinidae omvat volgende geslachten: 
- Psammocarcinus  †  A. Milne-Edwards, 1860